# Francesco Comencini
Francesco Comencini (Mantova, 21 settembre 1792 – Udine, 14 giugno 1864) è stato un organista italiano.

## Biografia
Fu organista della basilica di Sant'Andrea di Mantova e in questa città aveva fondato, con Michele Campiani, padre di Lucio, e Carlo Bignami, una società filarmonica.
Nel 1838 si trasferì a Udine con l'incarico di maestro di musica dell'Istituto Filarmonico locale. Nel 1854, per motivi politici, fece ritorno a Mantova, dove insegnò canto. Ritornò a Udine nel 1857 con lo stesso incarico avuto in precedenza e qui morì nel 1864.
Fu amico della famiglia del patriota Ippolito Nievo.